# Hans Litterscheid
Hans Litterscheid (* 24. Dezember 1921 in Richrath; † 3. Januar 2014 in Langenfeld) war ein deutscher Politiker und Landtagsabgeordneter (CDU).

## Leben und Beruf
Nach dem Schulbesuch absolvierte er eine kaufmännische Ausbildung. Bis 1944 war er Verkaufskorrespondent. Nach dem Kriegsdienst und der Gefangenschaft war Litterscheid von 1946 bis 1948 Verwaltungsangestellter und anschließend kaufmännischer Angestellter, zuletzt als Prokurist.
Mitglied der CDU wurde er 1946. Er war in zahlreichen Parteigremien aktiv.

## Abgeordneter
Vom 28. Mai 1975 bis zum 28. Mai 1980 und vom 30. Mai 1985 bis zum 30. Mai 1990 war Litterscheid Mitglied des Landtags des Landes Nordrhein-Westfalen. Er wurde in der achten Wahlperiode im Wahlkreis 051 Rhein-Wupper-Kreis I direkt und in der zehnten Wahlperiode über die Landesliste seiner Partei gewählt.
Mitglied des Kreistages des Rhein-Wupper-Kreises war er von 1952 bis 1956. Dem Stadtrat der Stadt Langenfeld gehörte er von 1956 bis 1989 an, von 1961 bis 1989 war er hier Bürgermeister.

## Sonstiges
Litterscheid war Träger des Bundesverdienstkreuzes I. Klasse und Ehrenbürger der Stadt Langenfeld.
Litterscheid stürzte Mitte Dezember 2013, wodurch eine stationäre Behandlung im Langenfelder St. Martinus-Krankenhaus nötig wurde. Dort starb er am 3. Januar 2014.